# 沖黒島
沖黒島（おきぐろしま、おきのくろしま）は、大分県佐伯市の米水津湾沖にある無人島である。沖の黒島、沖ノ黒島と表記されることもある。

## 地理
旧米水津村と旧蒲江町（2005年3月に合併し、ともに佐伯市の一部となった）の境界にあるキシメギ埼の約2km南東の沖合にあり、島自体も合併前は米水津村と蒲江町に二分されていた。沖黒島とキシメギ埼との間には、沖黒島から約1km北西の位置に同じく無人島の地黒島があり、沖黒島と地黒島は合わせて黒島とも呼ばれる。沖黒島と地黒島の中間には水取碆（みずとりばえ）と呼ばれる岩礁がある。
全域が日豊海岸国定公園の特別保護地区に指定されている。周囲は断崖で、海食洞等の浸食地形が散在する。日向灘に面する東岸には沖黒島灯台が立つ。

## 自然
ビロウ樹やヤブニッケイ、バクチノキ、タブ、シイ、アオキなどの原生林に覆われており、「沖黒島の自然林」として大分県の天然記念物に指定されている。また、国の天然記念物であるカラスバトの生息地、カワウ、オオミズナギドリの繁殖地でもある。
沖黒島及び周辺の岩礁は、同じく佐伯市内にある横島、鶴御崎などと並び、九州を代表する磯釣りのポイントとして知られている。

## 交通
本土との間に定期船はなく、島へは瀬渡し船などで渡る。